# Faustino Alonso
Faustino Alonso (15 de febrer de 1961) és un exfutbolista paraguaià.

## Selecció del Paraguai
Va formar part de l'equip paraguaià a la Copa del Món de 1986.